# Чуркин, Иван Кузьмич
Иван Кузьмич Чуркин (род. 10 февраля 1927, Рыблово, Тверская губерния) — советский государственный деятель, новатор производства, почётный шахтёр Львовско-Волынского угольного бассейна. Герой Социалистического Труда (26 апреля 1957). Депутат Верховного Совета УССР 6-7-го созывов.

## Биография
Родился 10 февраля 1927 года в селе Рыблово (ныне — в Старицком районе Тверской области) в крестьянской семье. Трудовую деятельность начал в 1943 году колхозником в местном колхозе. Затем работал забойщиком на шахтах Подмосковного угольного бассейна.
С 1951 года работал проходчиком на строительстве шахты № 1 «Нововолынская» и шахты № 7 «Нововолынская» Львовско-Волынского угольного бассейна. Впоследствии возглавил бригаду проходчиков строительного управления № 2 комбината «Укрзападшахтстрой», которая, участвуя в сооружении шахт «Нововолынской» № 6, «Великомостовская» № 1, 2, 3, 5, 6, «Червоноградской» № 1, добилась отличных производственных показателей, успешное выполнение социалистических обязательств, высокой организации труда. Стал горным мастером.
Указом Президиума Верховного Совета СССР от 26 апреля 1957 года «за выдающиеся успехи, достигнутые в деле развития угольной промышленности в годы пятой пятилетки и в 1956 году» удостоен звания Героя Социалистического Труда с вручением ордена Ленина и золотой медали «Серп и Молот».
Член КПСС с 1958 года. Избирался делегатом XXII съезда КПСС.
С 1963 года работал бригадиром бригады рабочих очистного забоя шахты № 6 «Великомостовская» треста «Червоноградуголь» Львовской области.
Потом — на пенсии в городе Червонограде Львовской области.

## Награды
- Герой Социалистического Труда (26.04.1957)
- орден Ленина (26.04.1957)
- ордена
- медали
- почётный шахтёр СССР (1966)